# Pułk KOP „Wołożyn”

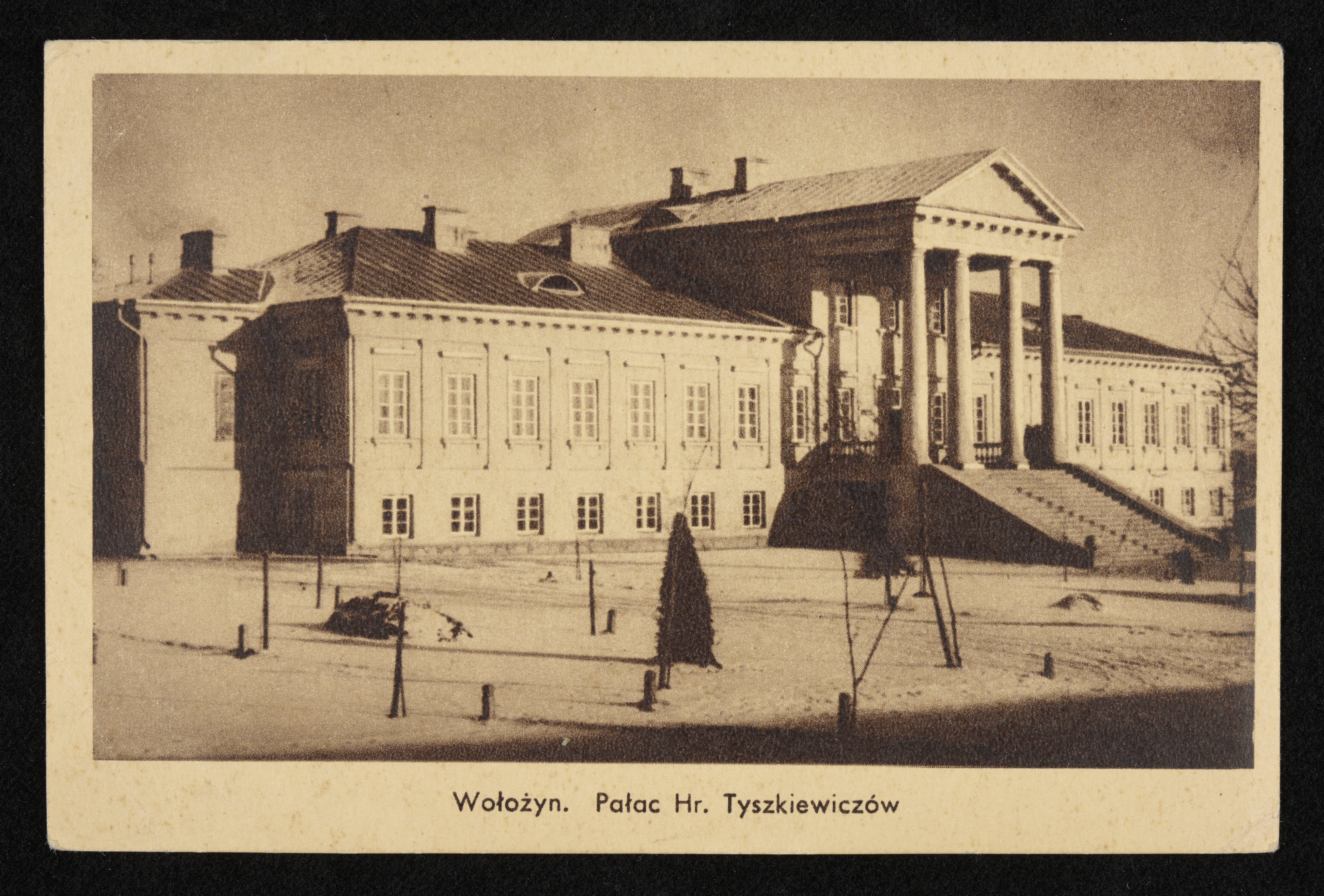
Pałac Tyszkiewiczów w Wołożynie, w którym mieściło się dowództwo pułku

Pułk KOP „Wołożyn” – oddział piechoty Korpusu Ochrony Pogranicza.

## Formowanie i zmiany organizacyjne
Pułk KOP „Wołożyn” został sformowany w 1929, w składzie Brygady KOP „Nowogródek”. Dowództwo oddziału znajdowało się w Wołożynie (w zespole pałacowym (klasycystycznym) zbudowanym w 1806 przez Józefa Ignacego Tyszkiewicza, pałac i oficyny zniszczone w czasie I wojny światowej odbudowano i umieszczono w nich siedzibę KOP-u). Oddziałem administracyjno-gospodarczym dla pułku był 28 batalion KOP „Wołożyn” . Rozkazem dowódcy KOP z 23 lutego 1937 została zapoczątkowana pierwsza faza reorganizacji Korpusu Ochrony Pogranicza „R.3”. Pułkowi podporządkowano stację gołębi pocztowych KOP „Bogdanów”
Dowództwo pułku KOP „Wołożyn” po przybyciu do Żywca zostało przemianowane na dowództwo 2 pułku piechoty KOP.

## Służba graniczna
W 1937 ustalono dla pułku następujący podział ochranianego odcinka granicy państwowej:
- granica południowa: odcinek dotychczasowej strażnicy „Morgi” 1 kompanii granicznej „Zebrzydowszczyzna” [wł.].

## Struktura organizacyjna pułku w 1934
- Dowództwo Pułku KOP „Wołożyn”[7]
- 6 batalion graniczny „Iwieniec”
- 28 batalion odwodowy „Wołożyn”
- szwadron kawalerii KOP „Iwieniec”

## Kadra pułku
Dowódcy pułku:
- ppłk dypl. Józef Urbanek (16 VII 1929[8][9]  – 10 IV 1932)[10] 1932[11]
- ppłk dypl. Piotr Bartak (10 IV 1932 – 24 XI 1935)[10]
- ppłk dypl. Władysław Frączek (24 XI 1935 – 18 VI 1938)[10][11]
- płk piech. Władysław Mikołajczak (18 VI 1938 – 24 III 1939)[10][11]

Obsada personalna pułku w marcu 1939
- dowódca pułku – płk piech. Władysław Mikołajczak
- I adiutant pułku – kpt. piech. Władysław Andrzej Aleksander Mojkowski[d]
- II adiutant pułku – por. Franciszek Kosmala[e]
- oficer wyszkolenia – mjr piech. Stanisław Jan Starzyński[f]
- oficer graniczny – kpt. adm. (piech.) Stanisław Franciszek Pasierb
- szef łączności – kpt. łącz. Kazimierz Edward Żórniak[g]

obsada 301 Rejonu PW „Nowogródek” w Baranowiczach
- komendant rejonu PW „Nowogródek” – kpt. adm. (piech.) Kazimierz Bolesław Nałęcz-Mroczkowski
- komendant powiatowy PW „Wołożyn” – kpt. adm. (piech.) Aleksander II Tomaszewski
- zastępca komendanta powiatowego PW „Wołożyn” – kpt. piech. Edward Hennig[h]
- komendant powiatowy PW „Stołpce” – kpt. piech. Stefan Sowa
- komendant powiatowy PW „Nieśwież” – kpt. adm. (piech.) Stanisław Wyrobiec